# Charles Adam (Admiral)

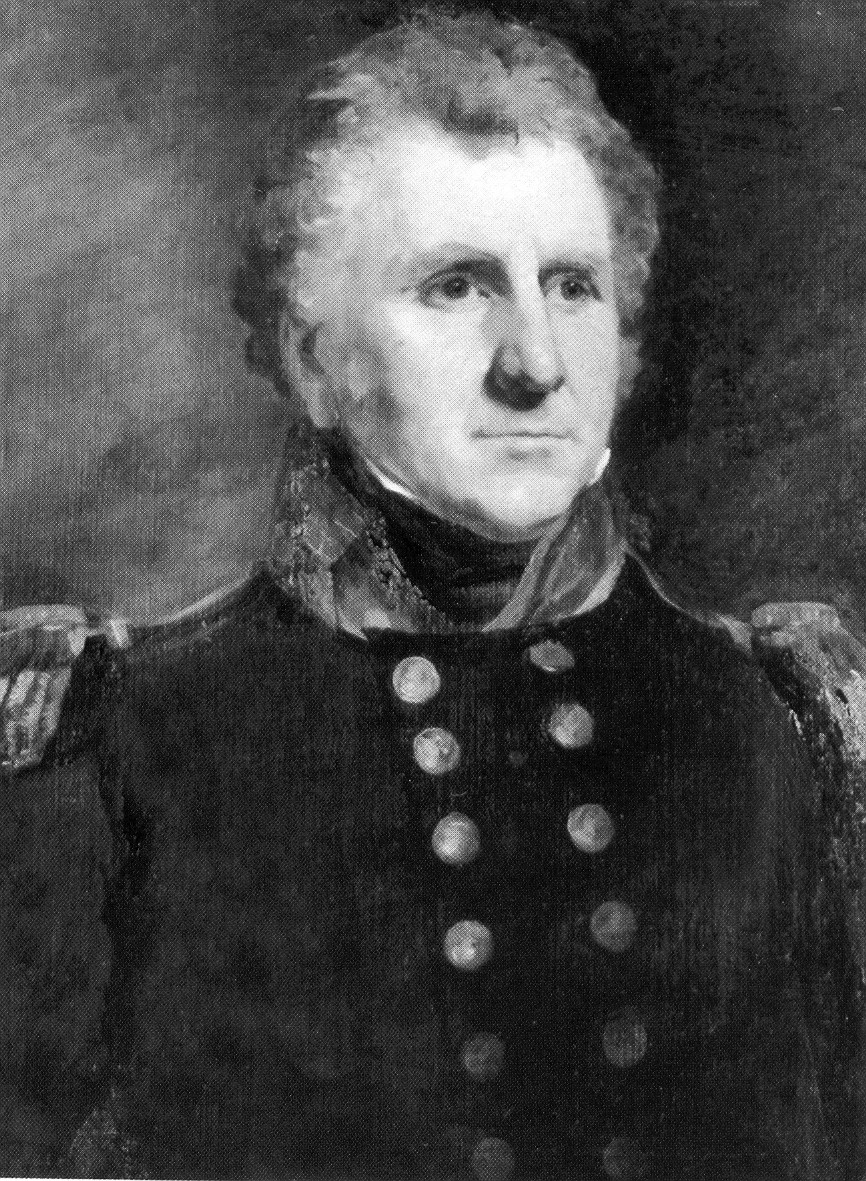
Admiral Sir Charles Adam

Sir Charles Adam of Blair Adam, KCB (* 6. Oktober 1780; † 19. September 1853 in Greenwich, London) war ein britischer Politiker, Seeoffizier und zuletzt Admiral der Royal Navy, der unter anderem zwischen 1831 und 1841 Mitglied des Unterhauses (House of Commons) sowie 1834, von 1835 bis 1841 sowie zwischen 1846 und 1847 Erster Seelord (First Naval Lord) war.

## Leben

### Familiäre Herkunft, Ausbildung und Verwendungen als Seeoffizier

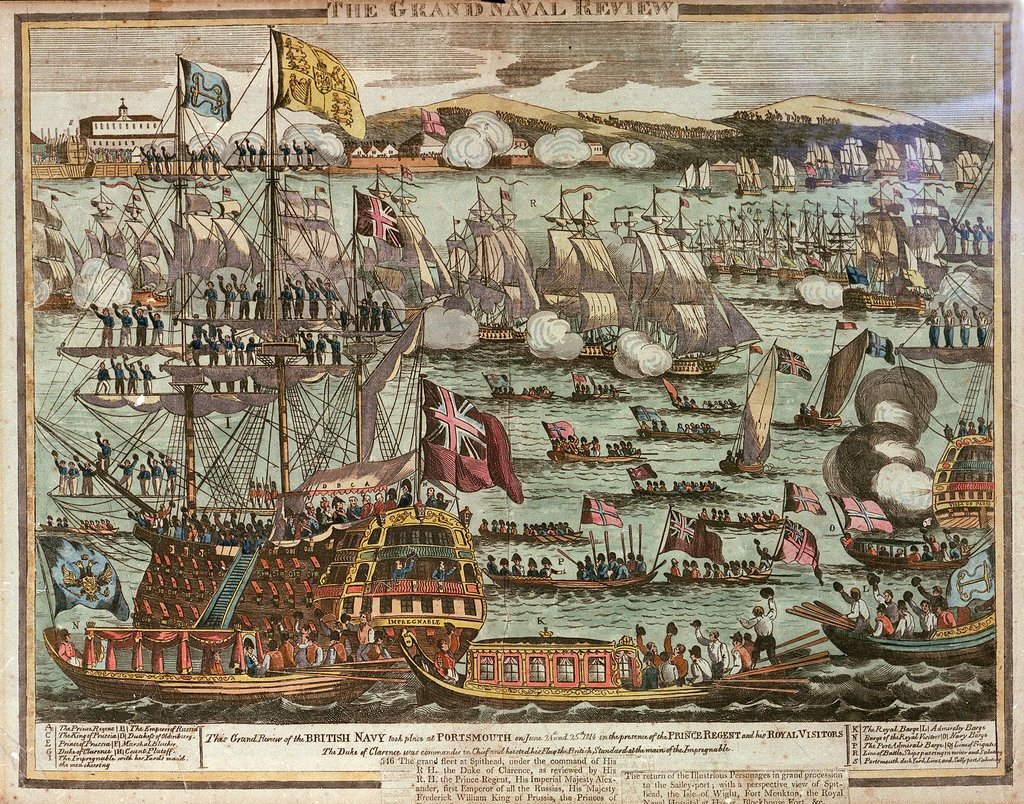
Captain Charles Adam war 1814 kurzzeitig Kommandant der HMS Impregnable.

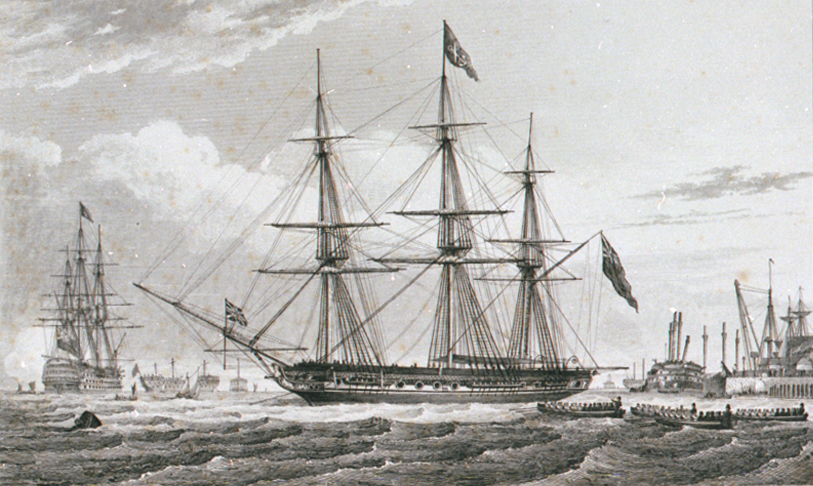
Kapitän zur See Adam war zudem von 1814 bis 1816 kommissarischer Kommandant sowie zwischen 1821 und 1825 Kommandant der Königlichen Yacht HMS Royal Sovereign.

Charles Adam war das zweitälteste Kind des Juristen und Unterhausabgeordneten William Adam (1751–1839), Laird von Blair Adam, der unter anderem zwischen 1802 und 1805 Solicitor General for Scotland und von 1815 bis zu seinem Tod 1839 Lord Chief Commissioner of the Jury Court war, Sein älterer Bruder war der Kolonialadministrator John Adam (1779–1825), der unter anderem 1823 kommissarischer Generalgouverneur von Fort William in Britisch-Indien war, während sein jüngerer Bruder Generalleutnant Sir Frederick Adam (1784–1853) zwischen 1832 und 1837 als Gouverneur von Madras fungierte. Ein weiterer jüngerer Bruder, William George Adam (1781–1839), war als Barrister tätig und wurde 1831 zum Kronanwalt (King’s Counsel) erhoben.
Charles Adam selbst trat am 15. Dezember 1790 als Zehnjähriger in die Royal Navy ein und wurde am 8. Februar 1798 zum Lieutenant, am 16. Mai 1798 zum Commander sowie am 12. Juni 1799 zum Captain befördert. Daraufhin wurde er 1799 Kommandant der Fregatte Sibylle, die 1794 von der französischen Marine erobert wurde. Im Anschluss war er zwischen dem 23. Mai 1803 und 1805 Kommandant der Fregatte Chifonne, die er selbst 1801 erobert hatte. Nachdem er zwischen dem 27. August 1805 und dem 6. April 1810 Kommandant der neu in Dienst gestellten HMS Resistance war, übernahm er von 1811 bis 1833 den Posten als Kommandant des Linienschiffs HMS Invincible sowie zwischen dem 16. Mai und dem 29. Juni 1814 kurzzeitig als Kommandant des Linienschiffs HMS Impregnable. Er war zudem zwischen dem 15. Dezember 1814 und dem 7. Februar 1816 kommissarischer Kommandant sowie später vom 20. Juli 1821 und dem 25. Mai 1825 Kommandant der Königlichen Yacht HMS Royal Sovereign. Nach Beendigung dieses Kommandos wurde er am 27. Mai 1825 zum Rear-Admiral befördert.

### Unterhausabgeordneter, Erster Seelord und Admiral

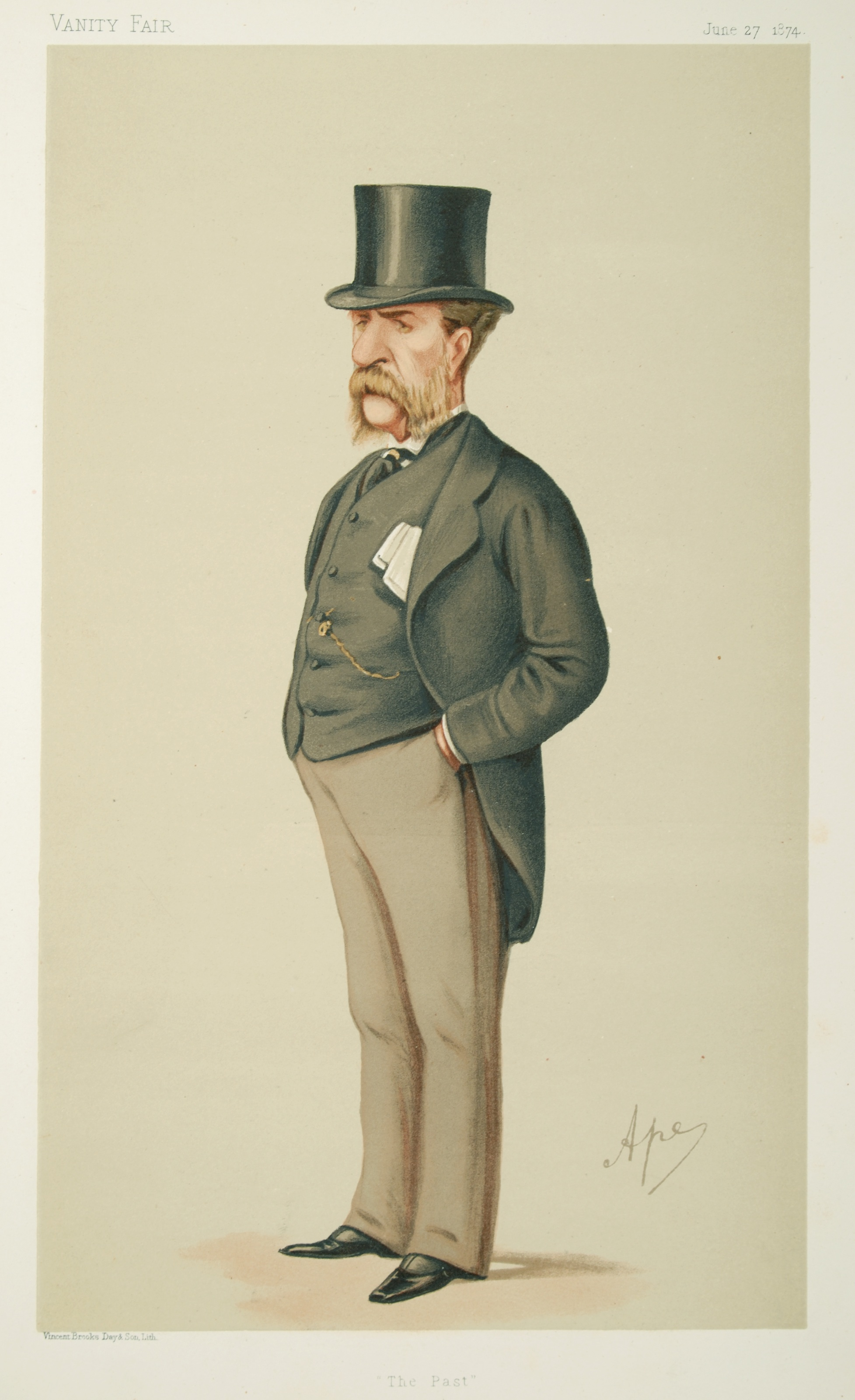
Adam war der Vater des Politikers William Patrick Adam, der unter anderem zwischen 1873 und 1874 Generalzahlmeister (Paymaster General) war.

Am 20. Mai 1831 wurde Charles Adam im Wahlkreis Kinross-shire zum Mitglied des Unterhauses (House of Commons) gewählt. Nach Auflösung dieses Wahlkreises sowie der Schaffung des neuen Wahlkreises Clackmannanshire and Kinross-shire vertrat er diesen vom 10. Dezember 1832 bis zum 29. Juni 1841 im Unterhaus. Am 1. Dezember 1834 wurde er Mitglied des Admiralitätsausschusses (Commissioner of the Admiralty) und übernahm von Konteradmiral George Heneage Lawrence Dundas erstmals den Posten als Erster Seelord (First Naval Lord). Diesen hatte er bis zum 23. Dezember 1835 inne und wurde daraufhin von Vizeadmiral George Cockburn abgelöst. Am 10. Januar 1835 wurde er als Knight Commander des Order of the Bath (KCB) geadelt, so dass er fortan das Prädikat „Sir“ führte. Nach dem Tod seines Vaters übernahm er 1839 das Amt als Lord Lieutenant von Kinross-shire und übte dieses bis zu seinem Tod 1853 aus, woraufhin der Unterhausabgeordnete Sir Graham Graham-Montgomery, 3. Baronet ihm nachfolgte.
Als Nachfolger von Vizeadmiral George Cockburn wurde Adam zum zweiten Mal Erster Seelord und bekleidete dieses Amt bis zum 8. September 1841, woraufhin abermals Admiral George Cockburn seine Nachfolge antrat. Während dieser Zeit wurde er am 10. Januar 1837 zum Vice-Admiral befördert und 1840 zugleich als Elder Brother Vorstandsmitglied der Leuchtfeuerverwaltung (Trinity House). Nach Beendigung seiner Tätigkeit als Erster Seelord übernahm er am 17. August 1841 von Vizeadmiral Sir Thomas Harvey den Posten als Oberkommandierender der Marinestation Nordamerika und Westindien (Commander-in-Chief, North America and West Indies Station) und hatte dieses Kommando bis zu seiner Ablösung durch Vizeadmiral Sir Francis Austen am 27. Dezember 1844 inne.
Am 24. Juli 1846 wurde Vizeadmiral Sir Charles Adam als Nachfolger von Vizeadmiral Sir William Parker, 1. Baronet of Shenstone Lodge zum dritten Mal Erster Seelord. Er behielt diese Funktion bis zum 20. Juli 1847 und wurde daraufhin von Admiral Sir James Whitley Deans Dundas abgelöst. Zuletzt löste er 1847 Admiral Sir Robert Stopford als Gouverneur des Royal Hospital for Seamen at Greenwich ab, ein Altersruhesitz für pensionierte Matrosen der Royal Navy, das von 1692 bis 1869 betrieben wurde. Er behielt dieses Amt bis zu seinem Tod 1853 und wurde danach von Admiral Sir James Gordon abgelöst. Darüber hinaus wurde er am 8. Januar 1848 zum Admiral befördert.
Aus seiner am 4. Oktober 1822 geschlossenen Ehe mit Elizabeth Brydone gingen eine Tochter und zwei Söhne hervor, darunter der Politiker William Patrick Adam (1823–1881), der unter anderem von 1859 bis 1880 ebenfalls Mitglied des Unterhauses für den Wahlkreis Clackmannanshire and Kinross-shire sowie zwischen 1873 und 1874 Generalzahlmeister (Paymaster General) war.